# Marie Veckova
Maruska Vecková, conocida como Marie Veckova o, a veces, Marie Vecek (7 de agosto de 1985), es una actriz checa.

## Carrera
Veckova protagoniza principalmente películas de terror y películas eróticas.

## Filmografía
Fuente:
- Ripper 2: Letter from Within (2004)
- School of Surrender (2005)
- Within (2005)
- Run with Fear (2005)
- Twisted Love (2006)
- Demon's Claw (2006)
- Bound Tears (2006)
- The Slave Huntress (2007)
- Mistress of Souls (2007)
- On Consignment (2007)
- No Escape (2008)
- Blood Countess 2 (2008)
- Caligula's Spawn (2008)
- The Slave Huntress 2 (2009)
- Stories from Slave Life (2009)
- On Consignment 2 (2009)
- On Consignment 3 (2010)
- Sold at Dawn (2010)
- Slime Wave (2010)
- Slave Tears of Rome: Part One (2011)
- Rocco's POV 7 (2011)
- Slime Wave 1 (2011)
- Girls, Girls, and... More Girls 2 (2012)
- Shackled Bounty (2012) (acreditada como Mia Me)
- On Consignment 4 (2012) (acreditada como Mia Me)
- Lesbian Oil Orgy 3 (2013)
- Lusty Young Lesbians 3 (2014)
- Late Night (2014)
- Girl Obsession 2 (2017) (acreditada como Mia Knox)